# USS 미시시피 (BB-41)

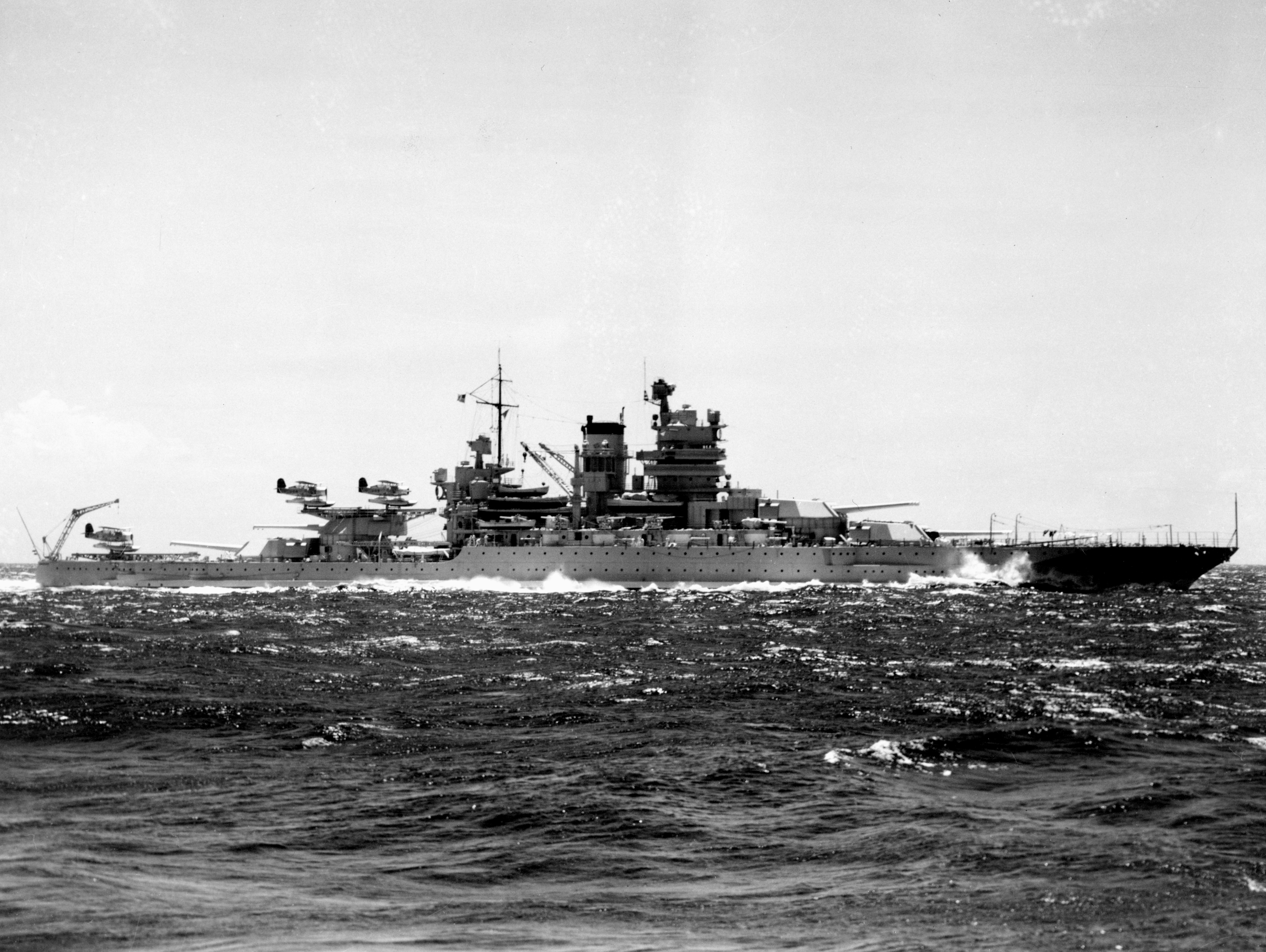
1930년대 말 바다 위에서의 USS 미시시피(BB-41)의 모습

뉴멕시코급 전함 3척 중 두 번째인 USS 미시시피(BB-41/AG-128)는 뉴멕시코주를 기리기 위해 명명된 미국 해군의 세 번째 함선이었다. 이 함선은 버지니아주 뉴포트뉴스에 있는 뉴포트뉴스 조선소에서 건조되었으며, 1915년 4월 용골이 놓이고 1917년 1월 진수되어 그해 12월에 취역했다. 3연장 포탑 4개에 14인치(356mm) 함포 12문으로 무장했으며, 두꺼운 장갑판으로 보호되었으며, 주 장갑 벨트의 두께는 13.5인치(343mm)였다.
이 함선은 제1차 세계 대전 중 북미 해역에 남아 승조원 양성을 위한 훈련을 실시했다. 1920년대와 1930년대에는 태평양 함대에서 복무했다. 1941년 5월, 제2차 세계 대전과 대서양 전투가 격화되자 미시시피호와 두 자매함은 중립 순찰 임무를 통해 미국 선박을 보호하기 위해 대서양 함대로 이전되었다. 일본의 진주만 공습 이틀 후, 미시시피호는 대서양을 떠나 태평양 함대로 복귀했다. 제2차 세계 대전 참전 기간 동안 미시시피호는 태평양의 상륙 작전을 지원했다. 길버트 마셜 제도 전역, 필리핀 전역, 그리고 펠렐리우섬과 오키나와 상륙 작전에서 일본군을 포격했다. 일본 함대는 필리핀 전역에서 미군을 공격했고, 이어진 레이테만 전투에서 미시시피호는 역사상 마지막 전함 교전이었던 수리가오 해협 전투에 참전했다.
전쟁 후, 미시시피호는 포술 훈련함으로 개조되어 RIM-2 테리어 미사일과 AUM-N-2 페트렐 미사일을 포함한 새로운 무기 체계를 시험하는 데에도 사용되었다. 그녀는 결국 1956년에 해체되었고 그 해 11월에 선박 해체업체에 매각되었다.